# Andrej Šircelj
Andrej Šircelj (ur. 28 lutego 1959 w Lublanie) – słoweński polityk, ekonomista i prawnik, poseł do Zgromadzenia Państwowego, od 2020 do 2022 minister finansów.

## Życiorys
W 1977 zdał egzamin maturalny, w latach 1983–1984 pracował jako nauczyciel. W 1985 ukończył ekonomię na Uniwersytecie Lublańskiem, a w 2004 uzyskał magisterium na Uniwersytecie Mariborskim. Od 1985 był dyrektorem do spraw marketingu w przedsiębiorstwie Iskra, a od 1998 doradcą w słoweńskiej izbie przemysłowo-handlowej. W latach 1992–1995 pełnił funkcję doradcy w administracji rządowej. Później pracował zawodowo w branży konsultingowej.
Politycznie związany ze Słoweńską Partią Demokratyczną. W latach 2005–2008 i ponownie krótko w 2013 był sekretarzem stanu zajmującym się kwestiami finansów. W międzyczasie był wiceprezesem Europejskiego Banku Inwestycyjnego (2008–2009) i doradcą prezesa banku Gorenjska Banka (2009–2011).
W 2011 uzyskał mandat posła do Zgromadzenia Państwowego. Z powodzeniem ubiegał się o reelekcję w wyborach w 2014 i 2018. W marcu 2020 objął urząd ministra finansów w utworzonym wówczas trzecim rządzie Janeza Janšy. Sprawował go do czerwca 2022.